# Johannes Christian Leonhardi
Johannes Christian Leonhardi (* 1651 in Filisur; † 18. Dezember 1725 in Präz), auch Jan Christian Linard, war ein Schweizer reformierter Geistlicher.

## Leben
Johannes Christian Leonhardi studierte in Zürich seit 1671 an der Schola Tigurina. Nach dem 3. April 1673 studierte er Theologie an der Universität Basel; am nächsten Tag immatrikulierte er sich auch für Philosophie. Am 22. Juni 1674 nahm man ihn in die evangelisch-rätische Synode auf. Damit erhielt er die Erlaubnis, im Freistaat der Drei Bünde als Pfarrer tätig zu sein. In den folgenden Jahren reiste er nach Deutschland, England sowie den Niederlanden und setzte sich für nähere Verbindungen zwischen der reformierten Schweiz, England sowie den reformierten Niederlanden ein.
1679 übernahm Leonhardi eine Pfarrstelle in seinem Heimatort Filisur, darüber hinaus übernahm er eine Prädikantenstelle ein, die er bis zu seinem Tod innehielt. 1693 wurde er Feldprediger des Schweizer Adelsgeschlechtes Capol in den Niederlanden, doch bereits im nächsten Jahr löste ihn Johannes Gujan ab. Während dieser Zeit kämpfte Leonhardi unter anderem dafür, dass die Reformierte Kirche in Veltlin wieder erlaubt werde. Erfolglos vermittelte er zwischen der Bündner Synode und den Generalstaaten.
Im Jahr 1694 kehrte er nach Graubünden zurück und übernahm zunächst eine Pfarrstelle in Tschiertschen-Praden und wechselte zwei Jahre darauf nach Nufenen GR, wo er acht Jahre lang tätig blieb. In Davos hielt er am 14. Oktober 1703 eine kontroverse Predigt, in der es um die Bedeutung der drei Bünde im Spanischen Erbfolgekrieg ging. Wegen dieser Predigt gab es öffentlichen Widerstand, so dass es beinahe zu einer kriegerischen, bewaffneten Auseinandersetzung kam.
1704 wechselte Leonhardi nach Trimmis und blieb dort bis zum Jahr 1713. Dann ging er als Pfarrer nach Präz, wo er bis zu seinem Tode am 18. Dezember 1725 blieb.
Leonhardi zählt zu den Bündner Theologen des 17./18. Jahrhunderts, die am meisten Schriften veröffentlicht haben. Einige seiner Werke wurden ins Englische oder Niederländische  übersetzt, wobei unklar ist, ob er selbst der Übersetzer war. 

## Werke (Auswahl)
- Informaziun davartil dret saludaivel adoever dalg s. sacramaint dalla Tschaina dalg Segner (Basel 1661)
- Cudaschaet da cuffüert et consolatiun incunter tuotta crusch etz afflictiun. Schi, eir incunter la moart svessa (Tschlin 1682)
- Bus- und Besserungs-Büchlein/in welchem auss Anlass der Worten Christi Marc. Iv. 15 thut Buß und glaubet an das Evangelium in 4 Capitlen gelehrt (Basel 1685)
- Schild wider die Pfeile der Verfolgung (Lindau 1690)
- Der Hurerey/und aller unkeuschen Wollüsten des Fleisches betriegliche Süssigkeit/und wahrhaffte Bitterkeit sammt den vornehmsten Gründen (Basel 1695)
- A Discourse of Three Travellers, and of the Liberty and Gouvernement of the Grisons (1698)
- Oeconomia sacra Das ist heilige Hausshaltung auss dem unfehlbahren Wort Gottes: Für alle und jede Menschen/genommene/gewüsse Kunst … (St. Gallen 1702)
- Brevis descriptio demnocratici liberas, & a solo Deo dependentos Rhaetiae reipublicae, seu celsorum Trium Rhaetiae Foderum regiminis (London 1704)
- Representation of the miserable State of the Church of Christ in the Country of the Grisons (London 1704)
- Höchst- nothwendige Reformen des heutigen auch bey den meisten Reformiert-Evangelisch gesinnten Christen verderbten Christenthums (1717)
- Freundlich-gesuchte Vereinigung der Universalisten und Particularisten in der Eydgenoßschaft (1723)